# Передольская (станция)
Передо́льская — железнодорожная станция Санкт-Петербург-Витебского отделения Октябрьской железной дороги, расположена в деревне Передольская в Батецком районе Новгородской области. Расположена между остановочными пунктами 164 км. и 172 км. , к северу от станции — мост через Лугу. В 166 км от Санкт-Петербурга.

## История
Проектное название станции — Заполье. Была открыта в 1904 году под названием Лежня. С 1 июля 1905 года — Передольская. 27 января 1944 года станцию с боем освободил 2-й партизанский полк 5-й Ленинградской бригады и передал её 7-й тяжёлой гвардейской танковой бригаде, неподалёку был установлен памятник по случаю этого события.
В районе железнодорожной станции Передольская, 1 февраля погиб лётчик Синчук, Василий Прокофьевич, таранным ударом уничтожив немецкий бомбардировщик Junkers Ju 88. 13 апреля 1944 года ему посмертно присвоено звание Героя Советского Союза. Самолёт с останками лётчика был обнаружен в болоте близ Уторгоша в августе 1951 года школьниками В. Железковым и А. Максимовым. Василий Прокофьевич Синчук был захоронен на кладбище посёлка Уторгош, а на его могиле установлен гранитный обелиск.

## Путевое развитие
Станция располагает тремя путями, один из них (второй) - главный, остальные - приемо-отправочные. Возле первого пути расположена боковая платформа.
Особенность станции в том, что ее нечетная горловина расположена в кривой и все поезда вынуждены значительно снижать скорость при проходе нечетной горловины станции.

## Дальнее сообщение
По состоянию на 2017 дальнего сообщения  на станции нет. Все дальние поезда следуют без остановки.
По состоянию на 2012 год станция отправляет и принимает поезда следующих направлений
Россия:
- Санкт-Петербург
- Великие Луки
- Псков (беспересадочный вагон)

## Пригородное сообщение
Через станцию курсируют поезда маршрута Оредеж — Дно и обратно.